# Ristabilimento di Pietro

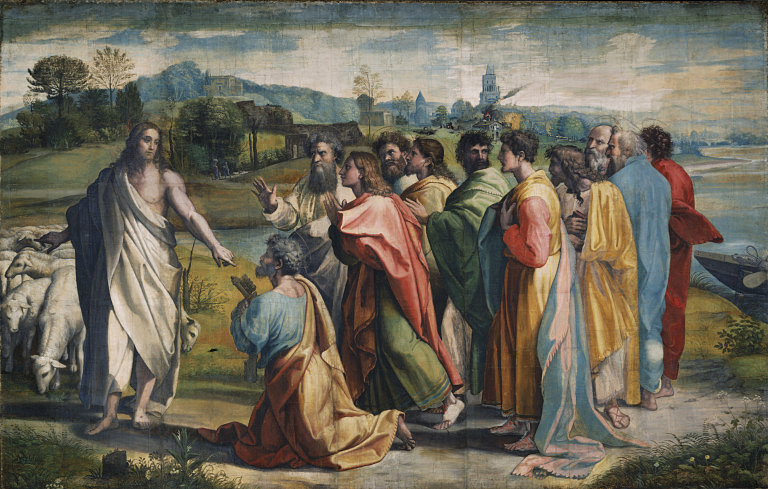
Raffaello, Il ristabilimento di Pietro, 1515.

Il ristabilimento di Pietro (nota anche come la ripresa del servizio di Pietro) è un episodio biblico descritto in Giovanni 21. Gesù apparve ai suoi discepoli dopo la sua risurrezione e parlò a Pietro in particolare. Gesù ristabilì Pietro alla comunione dopoché questi lo aveva  rinnegato, dicendogli di pascere il suo gregge.

## Contesto
L'episodio del Vangelo secondo Giovanni descrive la quarta apparizione di Gesù dopo la Sua risurrezione. 1 Corinzi 15:5 suggerisce che Gesù fosse già apparso individualmente a Pietro.
Il teologo scozzese Alexander Balmain Bruce argomenta su questa base che il racconto in Giovanni 21 non è in realtà una "restaurazione", poiché Pietro sarebbe già stato ripristinato nel suo ruolo: «Chi può dubitare che dopo quell'incontro la mente del discepolo fosse a proprio agio, e che da allora in poi egli fosse in pace, sia con sé stesso che con il suo Maestro?» Bruce conclude che il racconto non è «il ristabilimento di Pietro in una posizione decaduta, ma il suo richiamo al più solenne senso di un'alta vocazione».

### Il rinnegamento di Pietro

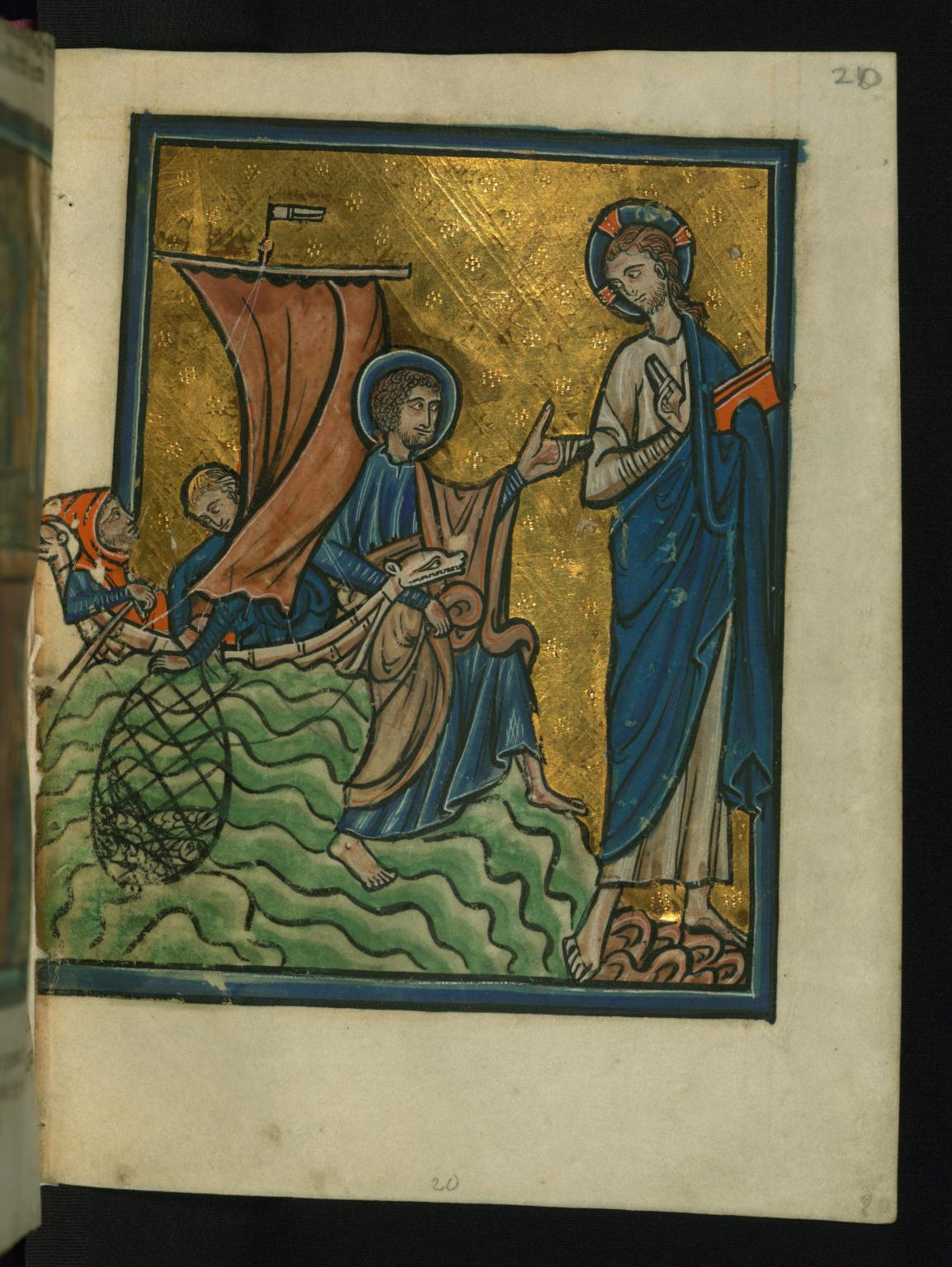
Cristo appare nel Lago di Tiberiade (William de Brailes, c. 1250).

Tutti e quattro i Vangeli registrano il rinnegamento di Gesù da parte di Pietro e tutti i Vangeli sinottici riportano come Pietro "pianse amaramente" dopoché il gallo cantò. Giovanni omette questo dettaglio, ma è anche l'unico nel descrivere la scena del ristabilimento tra Gesù e Pietro. TMarco 16,7 contiene un possibile riferimento al ripristino di Pietro nel suo ruolo: «Ma andate a dire ai suoi discepoli e a Pietro che egli vi precede in Galilea; là lo vedrete, come vi ha detto».
Paul Barnett osserva che il relazionarsi di Gesù con Pietro in Giovanni 21 è "sia indulgente che severo".

### Incontro in riva al mare
In Giovanni 21, Pietro va a pescare con altri sei discepoli. Non catturano pesci tutta la notte finché il mattino successivo incontrano Gesù che dice loro di gettare le reti dall'altra parte della barca, dando luogo alla pesca miracolosa di 153 pesci.
Gesù e i suoi discepoli fanno colazione sulla riva. Gesù prepara la colazione a base di pane e pesce, compreso un fuoco di carbone. Anche Pietro stava vicino a un fuoco di carbone quando rinnegò Gesù. Una volta finito di mangiare, Gesù parla in particolare a Pietro.

## La triplice accusa di Gesù a Pietro
In precedenza Pietro aveva rinnegato Gesù tre volte. Ora, in risposta alla domanda di Gesù, Pietro afferma tre volte il suo amore per Lui. William Hendriksen nota alcune altre corrispondenze tra questo episodio e quello del rinnegamento petrino. Ad esempio, è accanto a un fuoco di carbone (ἀνθρακιὰν) dove Pietro prima rinnegò Gesù (Giovanni 18:18) e ora gli viene chiesto di confessare l'amore per il suo Signore (Giovanni 21:9). Ben Witherington suggerisce che «Giovanni fa sì che il triplice ristabilimento avvenga in un ambiente simile a quello del triplice rifiuto. È come rivisitare la scena del crimine, solo che questa volta riesce a farlo bene».

### "Mi ami più di questi?"
Adrienne von Speyr argomenta: «il Signore si aspetta che Pietro lo ami più degli altri, più di Giovanni, il quale tuttavia è l'amore in persona. E di questo amore dovrebbe anche avere una maggiore conoscenza personale. Questa aspettativa costituisce un immediato surplus di responsabilità di Pietro, una fatica eccessiva che comincia qui e non avrà fine fino alla fine dei tempi..."Più di questi" significa anche più di coloro che prima hanno conosciuto solo l'amore personale».

### Due parole usate per "amore"
Il dialogo tra Gesù e Pietro contiene due parole diverse per "amore", che alcuni commentatori, ma non tutti, ritengono di significato esegetico. Le parole in questione sono agapaô (la forma verbale del sostantivo agape) e phileô (la forma verbale del sostantivo philia). Il dialogo procede come segue:
- Gesù chiese: "mi agapâis ?"
- Pietro rispose: "Ti ho phileô ".
- Gesù chiese: "mi agapâis ?"
- Pietro rispose: "Ti ho phileô ".
- Gesù chiese: "mi phileis ?"
- Pietro rispose: "Ti ho phileô ".

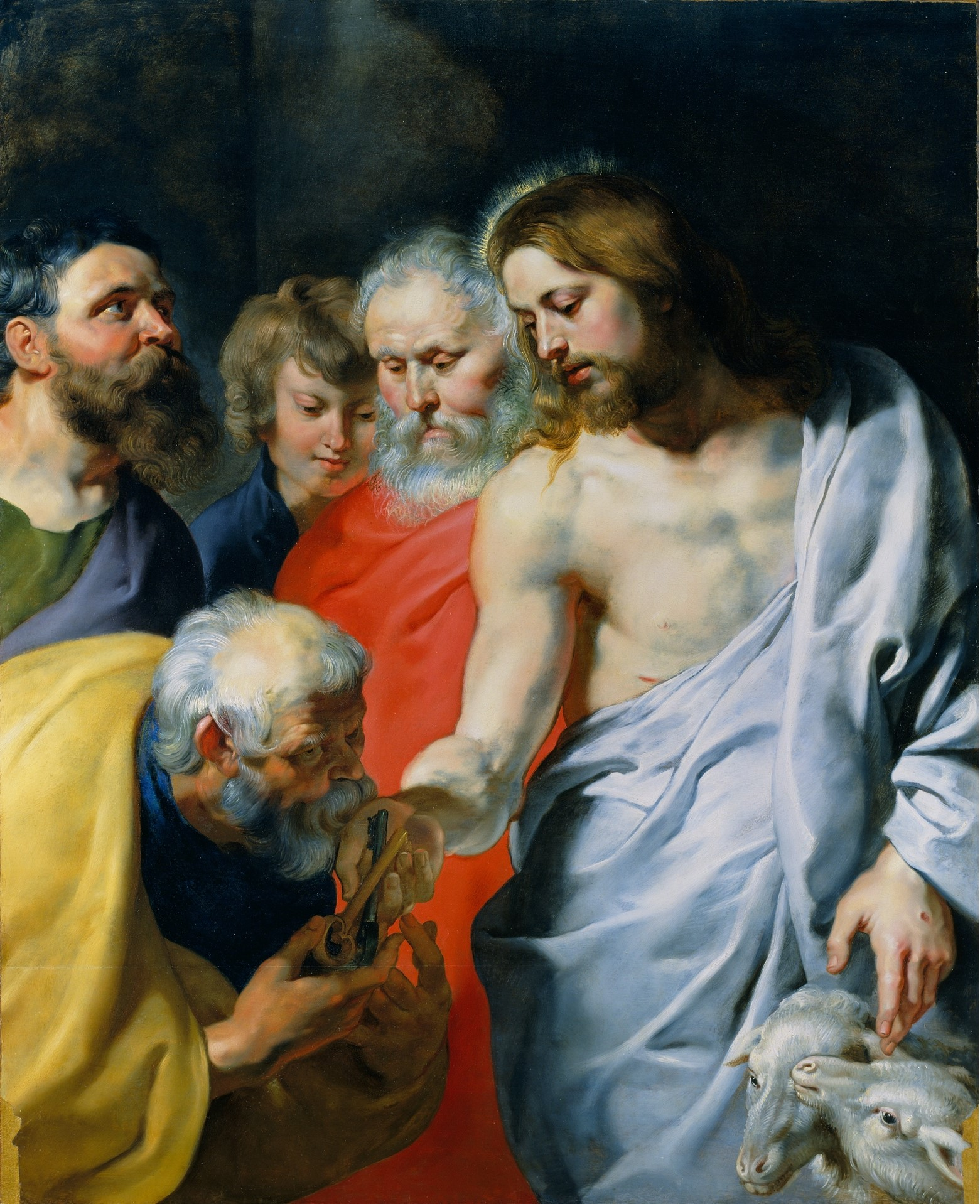
Peter Paul Rubens, L'incarico di Cristo a Pietro, c. 1616

Questa differenza è evidenziata nell'edizione del 1984 della NIV (ma non in quella del 2011), versione che rende il verbo agapao con "vero amore" e phileo con "amore". Ben Witherington suggerisce che questo indica «la graziosa condiscendenza di Gesù al livello in cui Pietro era pronto a rispondere in questo frangente». William Hendriksen sostiene che nella sua terza domanda Gesù mette in discussione anche l'"attaccamento soggettivo" e l'affetto di Pietro, ed è per questo che dice che "Pietro rimase addolorato che per la terza volta gli dicesse: Mi ami?, (Giovanni 21:17).
Altri commentatori, come Carson, rifiutano l'idea di una distinzione tra il significato delle due parole. Secondo Thomas J. Lane, «fin dai primi secoli, è stato dibattuto se ci sia un significato nel fatto che Pietro risponda con un verbo d'amore diverso e per la terza domanda Gesù usi lo stesso verbo d'amore di Pietro. Mentre l'opinione della maggioranza ha oscillato avanti e indietro nel corso dei secoli, l'opinione comune ora è che, poiché questi due verbi d'amore sono usati in modo intercambiabile in questo Vangelo, non c'è alcun significato speciale nel loro uso qui in [Giovanni] 21:15-17. Keener ha realizzato uno studio della loro intercambiabilità in Giovanni, che mostra che entrambi sono usati anche per descrivere il Padre che ama Gesù».
Nel suo libro The Lord, Romano Guardini afferma che la seconda e la terza domanda di Gesù non fecero mai più rispondere Pietro con la sua "vecchia fiducia", lo resero più umile e fecero sì che si rese conto di essere stato punito per "il suo triplice tradimento".

### Pietro nominato pastore
In risposta alle tre affermazioni d'amore di Pietro per lui, Gesù dà a Pietro tre comandi: "Pasci i miei agnelli" / "Prenditi cura delle mie pecore" / "Pasci le mie pecore". Gesù sta reincaricando Pietro come apostolo e come prima autorità della Chiesa. "Pecora" è una metafora comune nel Nuovo Testamento per riferirsi al popolo di Dio. Questa è l'origine della parola "pastore" e della parabola omonima.
La Catholic Encyclopedia afferma che il titolo pontificio di “Vicario di Cristo” si fonda su queste parole di Gesù, "con le quali Egli costituì il Principe degli Apostoli custode di tutto il suo gregge al suo posto, rendendolo così Suo vicario e adempiendo la promessa fatta in Matteo 16:18–19". Teologi protestanti come D. A. Carson sostengono che «né la preminenza fondatrice né l'autorità comparata sono in vista» in questo passaggio. Da una prospettiva ortodossa, Victor Potapov afferma che la parola "nutrire" non indica "l'autorità suprema della pastorale", ma semplicemente "l'autorità e le responsabilità della pastorale proprie di tutti gli apostoli e dei loro successori".

## Predizione di Gesù della morte di Pietro
Gesù poi descrive il futuro di Pietro e gli dice «quando sarai vecchio tenderai le tue mani, e un altro ti cingerà la veste e ti porterà dove tu non vuoi» (Giovanni 21:18). Il narratore interpreta questo luogo come riferito al martirio di Pietro (Giovanni 21,19). Secondo una tradizione che si trova negli Atti apocrifi di Pietro, Pietro fu crocifisso a testa in giù.
Dopo aver detto tutto quanto sopra, Gesù disse a Pietro: «Seguimi» (Giovanni 21,19). Romano Guardini chiosa a riguardo: «Anche qui un evento del passato viene rievocato, trasfigurato e continuato». In quel momento Pietro tornò ad essere felice poiché si era reso conto di essere stato perdonato da Gesù, e poi riprese un «che della sua precedente loquacità».